# كونجيل
كونجيل (بالإنجليزية: Cunggel)‏ هو أحد جبال سلسلة جبال الألب بليسور وجزء من القمة الأم هوشفانغ يقع في كانتون غراوبوندن، سويسرا. يبلغ ارتفاع الجبل حوالي 2413 متر، بينما يبلغ ارتفاع نتوء الجبل 124 متر.